# Commiphora gariepensis
Commiphora gariepensis är en tvåhjärtbladig växtart som beskrevs av Wessel Swanepoel. Commiphora gariepensis ingår i släktet Commiphora och familjen Burseraceae. Inga underarter finns listade i Catalogue of Life.